# Tillandsia flavobracteata
Tillandsia flavobracteata är en gräsväxtart som beskrevs av Eizi Matuda. Tillandsia flavobracteata ingår i släktet Tillandsia och familjen Bromeliaceae. Inga underarter finns listade i Catalogue of Life.